# Fußball-Europameisterschaft 2008/Qualifikation
Die Qualifikationsspiele für die Endrunde der Fußball-Europameisterschaft 2008 fanden vom 16. August 2006 bis zum 24. November 2007 statt. 50 von 52 Mitgliedsländern der UEFA spielten die 14 Startplätze für die Euro 2008 aus, die zwei Gastgeber sind direkt qualifiziert. Zum ersten Mal nahm Kasachstan, das 2002 in die UEFA wechselte, an einer EM-Qualifikation teil. Serbien trat die Nachfolge des Staatenbundes Serbien und Montenegro an. Da Montenegro zu Beginn der Qualifikationsrunde noch kein Mitglied der UEFA war, nahm der Balkanstaat nicht an der Qualifikation für die Euro 2008 teil. Österreich und die Schweiz waren als Gastgeberländer gesetzt und vervollständigten das Feld der 16 Endrundenteilnehmer.

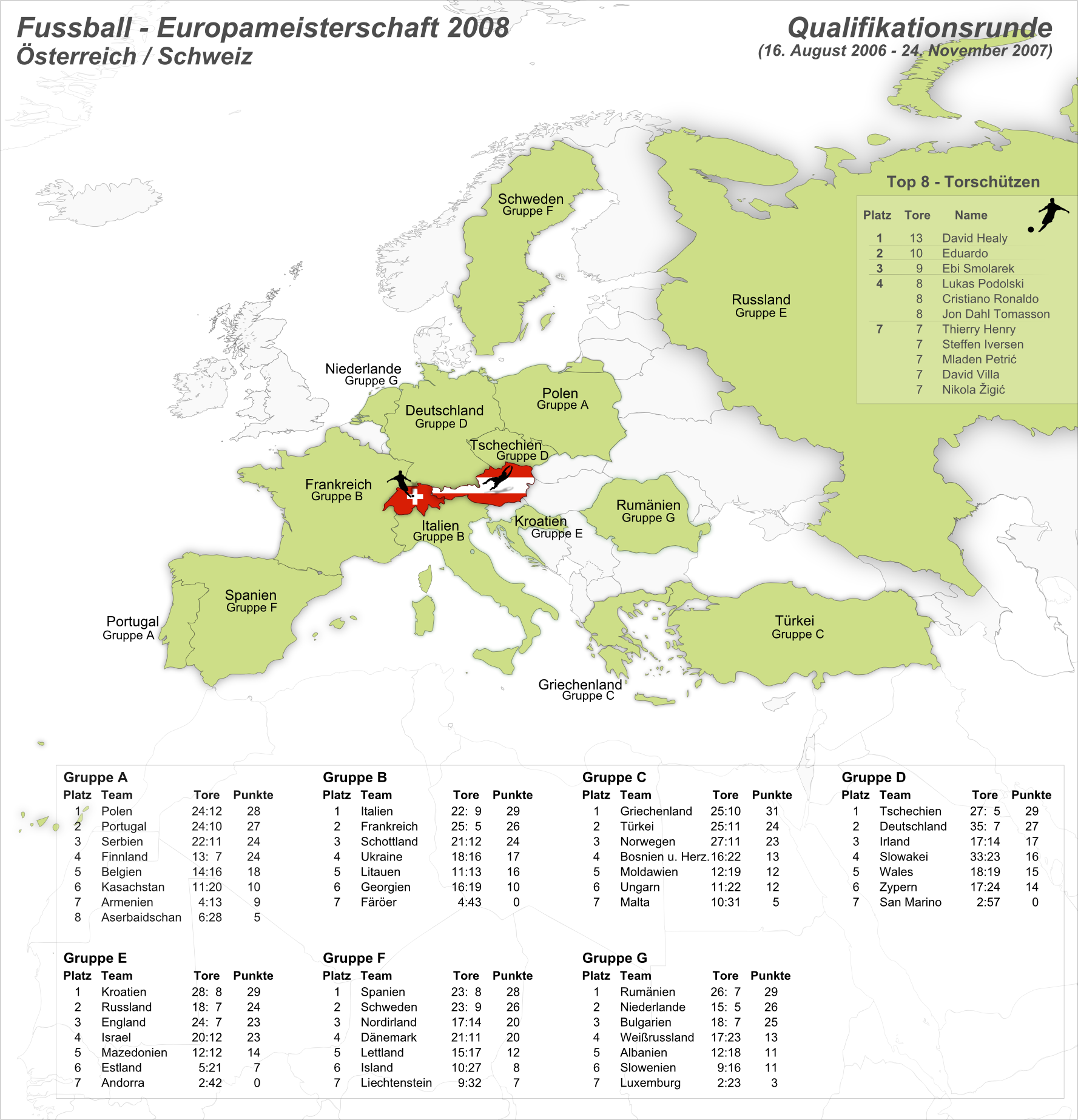
Qualifizierte Länder

## Qualifikationsmodus

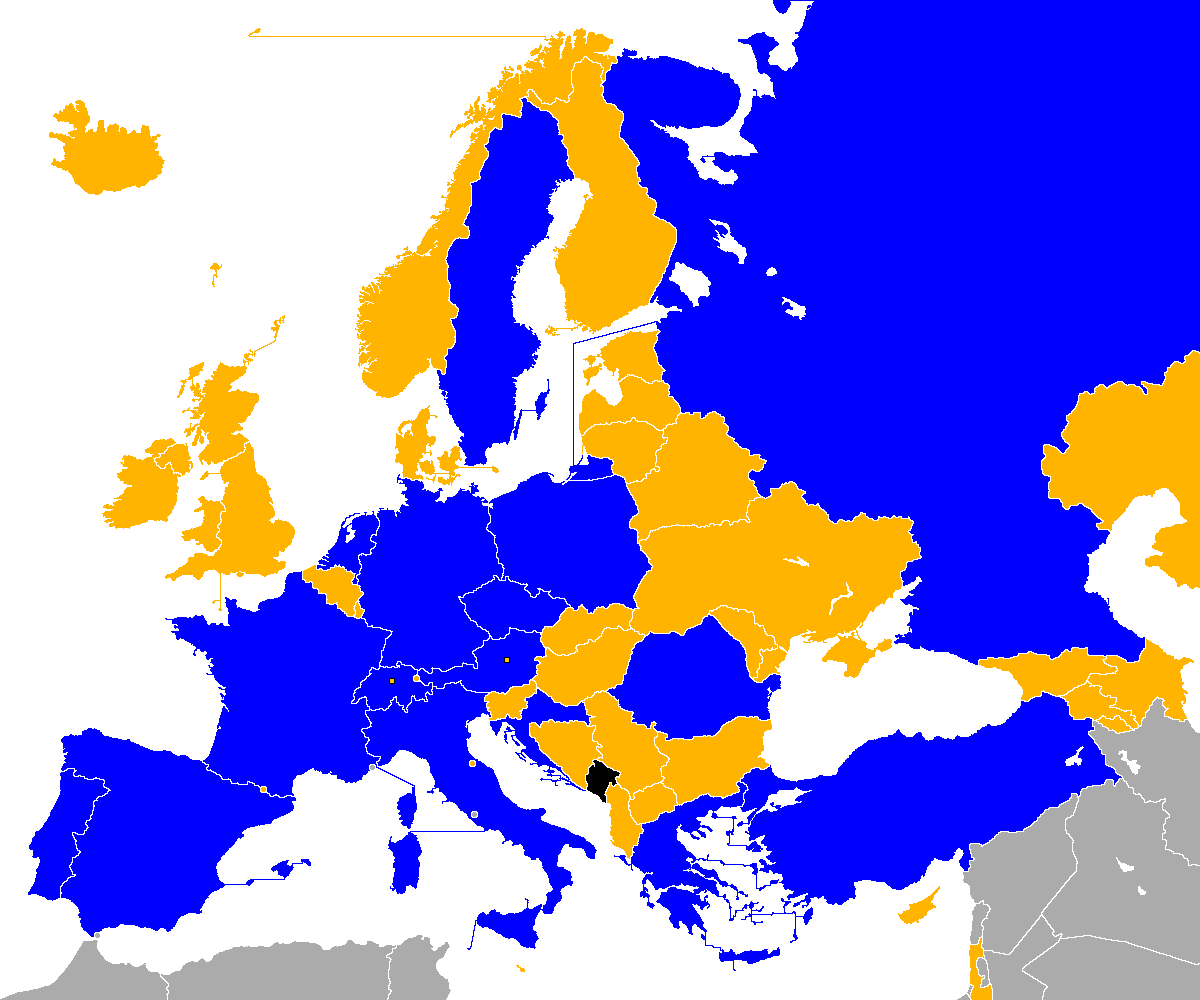
qualifiziert
nicht qualifiziert
nicht teilgenommen
kein UEFA-Mitglied

Die Qualifikation beinhaltete 308 Spiele, die allesamt im Gruppenmodus ausgetragen wurden. Die 50 Mannschaften wurden bei der Auslosung der Qualifikationsgruppen am 27. Januar 2006 in Montreux jeweils einer von sieben Gruppen zugelost. Gruppe A bestand aus acht Mannschaften, den Gruppen B bis G waren jeweils sieben Mannschaften zugeordnet. Jedes Team bestritt gegen jeden seiner Gruppengegner jeweils ein Hin- und Rückspiel.
Direkt für die Endrunde qualifizierten sich jeweils die beiden besten Teams innerhalb einer Gruppe. Durch diesen Modus wurden die 14 Mannschaften, die neben den Gastgebern an der Endrunde teilnahmen, direkt ermittelt, es waren also keine Relegationsspiele nötig.
Zur Ermittlung der Reihenfolge in den Gruppen, bzw. der Abschlussstände der jeweiligen Gruppen-Tabelle, wurde die Drei-Punkte-Regel angewandt. Bei Punktgleichheit zwischen zwei oder mehr Mannschaften nach den Gruppenspielen wurden folgende Kriterien nacheinander berücksichtigt, um über die Platzierung zu entscheiden:
- a) Direkter Vergleich (Punkte, Tordifferenz, Tore, Auswärtstore)
- b) Wiederholung von Kriterium a) unter den verbliebenen Mannschaften
- c) Ergebnisse aus allen Gruppenspielen (Tordifferenz, Tore, Auswärtstore, Fair-Play-Wertung)
- d) Das Los

## Qualifikationsgruppen nach Auslosung
Für die Auslosung wurden die Mannschaften in sieben Lostöpfe aufgeteilt. Griechenland wurde als amtierender Europameister gesetzt und als Gruppenkopf der Gruppe C zugelost. Für die Aufteilung der restlichen Mannschaften auf die jeweiligen Töpfe dienten die Ergebnisse der Qualifikationsrunden zur Europameisterschaft 2004 und zur Weltmeisterschaft 2006 als Grundlage. Die Zuteilung erfolgte nach einem Beschluss der UEFA am 14. Oktober 2005.
Folgende Gruppen wurden ausgelost, wobei die später qualifizierten Mannschaften in Fettdruck dargestellt sind:
| Gruppe A      | Gruppe B      | Gruppe C                | Gruppe D    |
| ------------- | ------------- | ----------------------- | ----------- |
| Portugal      | Frankreich    | Griechenland **         | Tschechien  |
| Polen         | Italien       | Türkei                  | Deutschland |
| Serbien *     | Ukraine       | Norwegen                | Slowakei    |
| Belgien       | Schottland    | Bosnien und Herzegowina | Irland      |
| Finnland      | Litauen       | Ungarn                  | Wales       |
| Armenien      | Georgien      | Moldau                  | Zypern      |
| Aserbaidschan | Färöer        | Malta                   | San Marino  |
| Kasachstan    |               |                         |             |
| Gruppe E      | Gruppe F      | Gruppe G                |             |
| England       | Schweden      | Niederlande             |             |
| Kroatien      | Spanien       | Rumänien                |             |
| Russland      | Dänemark      | Bulgarien               |             |
| Israel        | Lettland      | Slowenien               |             |
| Estland       | Island        | Albanien                |             |
| Mazedonien    | Nordirland    | Belarus                 |             |
| Andorra       | Liechtenstein | Luxemburg               |             |

* Bei der Auslosung zur Qualifikation war noch die serbisch-montenegrinische Fußballnationalmannschaft gelistet. Nach der Unabhängigkeitserklärung Montenegros trat Serbien die Rechtsnachfolge von Serbien und Montenegro an, daher spielte in der Qualifikation die serbische Nationalmannschaft. Die Montenegriner mussten erst die Zulassung beantragen und nahmen daher erst an der WM-Qualifikation 2010 teil.
** Am 12. Juli 2006 hob das FIFA-Dringlichkeitskomitee die Suspendierung des Griechischen Fußballverbandes (HFF) wieder auf. Diese war am 3. Juli 2006 gegen den amtierenden Europameister ausgesprochen worden, da durch die nationalen Sportgesetze eine Unabhängigkeit des Verbandes (der Schiedsrichter und des Disziplinarwesens) nicht garantiert war. Diese wurden vom griechischen Parlament hieraufhin geändert.

## Gruppe A

### Abschlusstabelle
Als amtierender Vize-Europameister und WM-Vierter galt Portugal als Favorit der Gruppe, erreichte jedoch hinter den starken Polen, die sich als Gruppensieger erstmals für eine Europameisterschaft qualifizierten, nur den zweiten Platz. Die überraschend starken Finnen hatten im letzten Spiel in Portugal sogar noch die Möglichkeit, sich durch einen Sieg für das Turnier zu qualifizieren, verpassten diese Möglichkeit jedoch durch ein 0:0. Serbien gelang es nicht, die Leistungen aus der Qualifikation zur WM 2006 zu wiederholen; die Belgier bestätigten ihre mehrjährige Formkrise und scheiterten erneut. Die Spiele Armeniens und Aserbaidschans gegeneinander wurden von der UEFA aufgrund des weiterhin ungelösten Grenzkonfliktes um Bergkarabach annulliert.
| Pl. | Land          | Sp. | S | U | N | Tore    | Punkte |
| --- | ------------- | --- | - | - | - | ------- | ------ |
| 1.  | Polen         | 14  | 8 | 4 | 2 | 024:120 | 28     |
| 2.  | Portugal      | 14  | 7 | 6 | 1 | 024:100 | 27     |
| 3.  | Serbien       | 14  | 6 | 6 | 2 | 022:110 | 24     |
| 4.  | Finnland      | 14  | 6 | 6 | 2 | 013:700 | 24     |
| 5.  | Belgien       | 14  | 5 | 3 | 6 | 014:160 | 18     |
| 6.  | Kasachstan    | 14  | 2 | 4 | 8 | 011:210 | 10     |
| 7.  | Armenien      | 12  | 2 | 3 | 7 | 004:130 | 09     |
| 8.  | Aserbaidschan | 12  | 1 | 2 | 9 | 006:280 | 05     |

### Spielergebnisse
| 16.08.2006 | Belgien       | – | Kasachstan    | 0:0       |
| 02.09.2006 | Serbien       | – | Aserbaidschan | 1:0 (0:0) |
| 02.09.2006 | Polen         | – | Finnland      | 1:3 (0:0) |
| 06.09.2006 | Aserbaidschan | – | Kasachstan    | 1:1 (1:1) |
| 06.09.2006 | Armenien      | – | Belgien       | 0:1 (0:1) |
| 06.09.2006 | Finnland      | – | Portugal      | 1:1 (1:1) |
| 06.09.2006 | Polen         | – | Serbien       | 1:1 (1:0) |
| 07.10.2006 | Armenien      | – | Finnland      | 0:0       |
| 07.10.2006 | Kasachstan    | – | Polen         | 0:1 (0:0) |
| 07.10.2006 | Serbien       | – | Belgien       | 1:0 (0:0) |
| 07.10.2006 | Portugal      | – | Aserbaidschan | 3:0 (2:0) |
| 11.10.2006 | Belgien       | – | Aserbaidschan | 3:0 (1:0) |
| 11.10.2006 | Kasachstan    | – | Finnland      | 0:2 (0:1) |
| 11.10.2006 | Serbien       | – | Armenien      | 3:0 (0:0) |
| 11.10.2006 | Polen         | – | Portugal      | 2:1 (2:0) |
| 15.11.2006 | Finnland      | – | Armenien      | 1:0 (1:0) |
| 15.11.2006 | Portugal      | – | Kasachstan    | 3:0 (2:0) |
| 15.11.2006 | Belgien       | – | Polen         | 0:1 (0:1) |
| 24.03.2007 | Polen         | – | Aserbaidschan | 5:0 (3:0) |
| 24.03.2007 | Portugal      | – | Belgien       | 4:0 (0:0) |
| 24.03.2007 | Kasachstan    | – | Serbien       | 2:1 (0:0) |
| 28.03.2007 | Aserbaidschan | – | Finnland      | 1:0 (0:0) |
| 28.03.2007 | Polen         | – | Armenien      | 1:0 (1:0) |
| 28.03.2007 | Serbien       | – | Portugal      | 1:1 (1:1) |
| 02.06.2007 | Finnland      | – | Serbien       | 0:2 (0:1) |
| 02.06.2007 | Kasachstan    | – | Armenien      | 1:2 (0:2) |
| 02.06.2007 | Aserbaidschan | – | Polen         | 1:3 (1:0) |
| 02.06.2007 | Belgien       | – | Portugal      | 1:2 (0:1) |

| 06.06.2007   | Finnland      | – | Belgien       | 2:0 (1:0)    |
| 06.06.2007   | Kasachstan    | – | Aserbaidschan | 1:1 (0:1)    |
| 06.06.2007   | Armenien      | – | Polen         | 1:0 (0:0)    |
| 22.08.2007   | Finnland      | – | Kasachstan    | 2:1 (1:1)    |
| 22.08.2007   | Armenien      | – | Portugal      | 1:1 (1:1)    |
| 22.08.2007   | Belgien       | – | Serbien       | 3:2 (2:0)    |
| 08.09.2007   | Aserbaidschan | – | Armenien      | annulliert 1 |
| 08.09.2007   | Serbien       | – | Finnland      | 0:0          |
| 08.09.2007   | Portugal      | – | Polen         | 2:2 (0:1)    |
| 12.09.2007   | Armenien      | – | Aserbaidschan | annulliert 1 |
| 12.09.2007   | Finnland      | – | Polen         | 0:0          |
| 12.09.2007   | Kasachstan    | – | Belgien       | 2:2 (1:2)    |
| 12.09.2007   | Portugal      | – | Serbien       | 1:1 (1:0)    |
| 13.10.2007   | Aserbaidschan | – | Portugal      | 0:2 (0:2)    |
| 13.10.2007   | Belgien       | – | Finnland      | 0:0          |
| 13.10.2007   | Armenien      | – | Serbien       | 0:0          |
| 13.10.2007   | Polen         | – | Kasachstan    | 3:1 (0:1)    |
| 17.10.2007   | Kasachstan    | – | Portugal      | 1:2 (0:0)    |
| 17.10.2007   | Aserbaidschan | – | Serbien       | 1:6 (1:4)    |
| 17.10.2007   | Belgien       | – | Armenien      | 3:0 (0:0)    |
| 17.11.2007   | Finnland      | – | Aserbaidschan | 2:1 (0:0)    |
| 17.11.2007   | Portugal      | – | Armenien      | 1:0 (1:0)    |
| 17.11.2007   | Polen         | – | Belgien       | 2:0 (1:0)    |
| 21.11.2007   | Aserbaidschan | – | Belgien       | 0:1 (0:0)    |
| 21.11.2007   | Serbien       | – | Polen         | 2:2 (0:1)    |
| 21.11.2007   | Portugal      | – | Finnland      | 0:0          |
| 21.11.2007   | Armenien      | – | Kasachstan    | 0:1 (0:0)    |
| 24.11.2007 2 | Serbien       | – | Kasachstan    | 1:0 (0:0)    |

1Aufgrund von Streitigkeiten zwischen den beiden Verbänden um den Austragungsort der Qualifikationsspiele wurden beide Partien am 23. Juni 2007 von der UEFA annulliert; beide Teams erhalten keine Punkte.

2Da der Platz im Partizan-Stadion aufgrund starken Schneefalls nicht bespielbar war, wurde das Spiel vom 17. zunächst auf den 18. November 2007 verlegt. Nach einer erneuten Platzbesichtigung des spanischen Schiedsrichters Luis Medina Cantalejo und des UEFA-Delegierten Peter Forusek (Tschechien) wurde der 24. November 2007 als Nachholtermin festgelegt.

## Gruppe B

### Abschlusstabelle
In einer der stärksten Qualifikationsgruppen dominierten über weite Strecken nicht Weltmeister Italien und Vizeweltmeister Frankreich, sondern das schwächer eingeschätzte Schottland, das beide Partien gegen Frankreich gewinnen konnte. Zwei Niederlagen in den letzten beiden Qualifikationsspielen gegen Georgien und Italien kosteten die Schotten jedoch das Ticket zur Endrunde. Weltmeister Italien spielte über weite Strecken schmucklosen, aber erfolgreichen Fußball und erreichte dank zweier Siege gegen Schottland den Gruppensieg. Die Ukraine konnte ihre Erfolgsserie nach dem Einzug ins WM-Viertelfinale nicht fortsetzen und wurde aufgrund stark schwankender Leistungen nur Vierter. Georgien und Litauen gelangen einige Prestigeerfolge, die Färöer-Inseln beendeten die Qualifikation mit zwölf Niederlagen aus zwölf Spielen.
| Pl. | Land       | Sp. | S | U | N  | Tore    | Punkte |
| --- | ---------- | --- | - | - | -- | ------- | ------ |
| 1.  | Italien    | 12  | 9 | 2 | 1  | 022:900 | 29     |
| 2.  | Frankreich | 12  | 8 | 2 | 2  | 025:500 | 26     |
| 3.  | Schottland | 12  | 8 | 0 | 4  | 021:120 | 24     |
| 4.  | Ukraine    | 12  | 5 | 2 | 5  | 018:160 | 17     |
| 5.  | Litauen    | 12  | 5 | 1 | 6  | 011:130 | 16     |
| 6.  | Georgien   | 12  | 3 | 1 | 8  | 016:190 | 10     |
| 7.  | Färöer     | 12  | 0 | 0 | 12 | 004:430 | 0      |

### Spielergebnisse
| 16.08.2006 | Färöer     | – | Georgien   | 0:6 (0:3) |
| 02.09.2006 | Schottland | – | Färöer     | 6:0 (5:0) |
| 02.09.2006 | Georgien   | – | Frankreich | 0:3 (0:2) |
| 02.09.2006 | Italien    | – | Litauen    | 1:1 (1:1) |
| 06.09.2006 | Ukraine    | – | Georgien   | 3:2 (1:1) |
| 06.09.2006 | Litauen    | – | Schottland | 1:2 (0:0) |
| 06.09.2006 | Frankreich | – | Italien    | 3:1 (2:1) |
| 07.10.2006 | Italien    | – | Ukraine    | 2:0 (0:0) |
| 07.10.2006 | Färöer     | – | Litauen    | 0:1 (0:0) |
| 07.10.2006 | Schottland | – | Frankreich | 1:0 (0:0) |
| 11.10.2006 | Ukraine    | – | Schottland | 2:0 (0:0) |
| 11.10.2006 | Georgien   | – | Italien    | 1:3 (1:1) |
| 11.10.2006 | Frankreich | – | Färöer     | 5:0 (2:0) |
| 24.03.2007 | Schottland | – | Georgien   | 2:1 (1:1) |
| 24.03.2007 | Färöer     | – | Ukraine    | 0:2 (0:1) |
| 24.03.2007 | Litauen    | – | Frankreich | 0:1 (0:0) |
| 28.03.2007 | Ukraine    | – | Litauen    | 1:0 (0:0) |
| 28.03.2007 | Georgien   | – | Färöer     | 3:1 (2:0) |
| 28.03.2007 | Italien    | – | Schottland | 2:0 (1:0) |
| 02.06.2007 | Färöer     | – | Italien    | 1:2 (0:1) |
| 02.06.2007 | Litauen    | – | Georgien   | 1:0 (0:0) |

| 02.06.2007 | Frankreich | – | Ukraine    | 2:0 (0:0) |
| 06.06.2007 | Frankreich | – | Georgien   | 1:0 (1:0) |
| 06.06.2007 | Litauen    | – | Italien    | 0:2 (0:2) |
| 06.06.2007 | Färöer     | – | Schottland | 0:2 (0:2) |
| 08.09.2007 | Georgien   | – | Ukraine    | 1:1 (0:1) |
| 08.09.2007 | Schottland | – | Litauen    | 3:1 (1:0) |
| 08.09.2007 | Italien    | – | Frankreich | 0:0       |
| 12.09.2007 | Ukraine    | – | Italien    | 1:2 (0:1) |
| 12.09.2007 | Frankreich | – | Schottland | 0:1 (0:0) |
| 12.09.2007 | Litauen    | – | Färöer     | 2:1 (1:0) |
| 13.10.2007 | Schottland | – | Ukraine    | 3:1 (2:1) |
| 13.10.2007 | Italien    | – | Georgien   | 2:0 (1:0) |
| 13.10.2007 | Färöer     | – | Frankreich | 0:6 (0:2) |
| 17.10.2007 | Georgien   | – | Schottland | 2:0 (1:0) |
| 17.10.2007 | Ukraine    | – | Färöer     | 5:0 (3:0) |
| 17.10.2007 | Frankreich | – | Litauen    | 2:0 (0:0) |
| 17.11.2007 | Litauen    | – | Ukraine    | 2:0 (1:0) |
| 17.11.2007 | Schottland | – | Italien    | 1:2 (0:1) |
| 21.11.2007 | Italien    | – | Färöer     | 3:1 (3:0) |
| 21.11.2007 | Georgien   | – | Litauen    | 0:2 (0:0) |
| 21.11.2007 | Ukraine    | – | Frankreich | 2:2 (1:2) |

## Gruppe C

### Abschlusstabelle
Titelverteidiger Griechenland qualifizierte sich trotz einer 1:4-Heimniederlage gegen den türkischen Erzrivalen souverän und mit den meisten Punkten aller Qualifikanten für die Endrunde. Dahinter gab es einen Zweikampf zwischen Norwegen und der Türkei, den Norwegen bereits am vorletzten Spieltag durch einen Heimsieg gegen die Türken für sich hätte entscheiden können. Doch die Mannschaft verlor nach Führung noch mit 1:2, so dass den Türken zum Schluss ein 1:0 gegen Bosnien reichte, um sich zum ersten Mal seit dem dritten Platz bei der Weltmeisterschaft 2002 wieder für ein Turnier zu qualifizieren. Dass die türkische Mannschaft ihre Qualifikation nur äußerst knapp sichern konnte, lag vor allem daran, dass gegen Malta und Moldau jeweils einmal Unentschieden gespielt wurde.
| Pl. | Land                    | Sp. | S  | U | N | Tore    | Punkte |
| --- | ----------------------- | --- | -- | - | - | ------- | ------ |
| 1.  | Griechenland            | 12  | 10 | 1 | 1 | 025:100 | 31     |
| 2.  | Türkei                  | 12  | 7  | 3 | 2 | 025:110 | 24     |
| 3.  | Norwegen                | 12  | 7  | 2 | 3 | 027:110 | 23     |
| 4.  | Bosnien und Herzegowina | 12  | 4  | 1 | 7 | 016:220 | 13     |
| 5.  | Moldau                  | 12  | 3  | 3 | 6 | 012:190 | 12     |
| 6.  | Ungarn                  | 12  | 4  | 0 | 8 | 011:220 | 12     |
| 7.  | Malta                   | 12  | 1  | 2 | 9 | 010:310 | 05     |

### Spielergebnisse
| 02.09.2006 | Malta         | – | Bosnien-Herz. | 2:5 (1:3)   |
| 02.09.2006 | Ungarn        | – | Norwegen      | 1:4 (0:3)   |
| 02.09.2006 | Moldau        | – | Griechenland  | 0:1 (0:0)   |
| 06.09.2006 | Norwegen      | – | Moldau        | 2:0 (0:0)   |
| 06.09.2006 | Bosnien-Herz. | – | Ungarn        | 1:3 (0:1)   |
| 06.09.2006 | Türkei        | – | Malta         | 2:0 (0:0)*  |
| 07.10.2006 | Moldau        | – | Bosnien-Herz. | 2:2 (2:0)   |
| 07.10.2006 | Ungarn        | – | Türkei        | 0:1 (0:1)   |
| 07.10.2006 | Griechenland  | – | Norwegen      | 1:0 (1:0)   |
| 11.10.2006 | Bosnien-Herz. | – | Griechenland  | 0:4 (0:1)   |
| 11.10.2006 | Malta         | – | Ungarn        | 2:1 (1:1)   |
| 11.10.2006 | Türkei        | – | Moldau        | 5:0 (3:0)*  |
| 24.03.2007 | Moldau        | – | Malta         | 1:1 (0:0)   |
| 24.03.2007 | Griechenland  | – | Türkei        | 1:4 (1:1)   |
| 24.03.2007 | Norwegen      | – | Bosnien-Herz. | 1:2 (0:2)   |
| 28.03.2007 | Türkei        | – | Norwegen      | 2:2 (0:2)*  |
| 28.03.2007 | Malta         | – | Griechenland  | 0:1 (0:0)   |
| 28.03.2007 | Ungarn        | – | Moldau        | 2:0 (1:0)   |
| 02.06.2007 | Griechenland  | – | Ungarn        | 2:0 (2:0)   |
| 02.06.2007 | Norwegen      | – | Malta         | 4:0 (1:0)** |
| 02.06.2007 | Bosnien-Herz. | – | Türkei        | 3:2 (2:2)   |

| 06.06.2007 | Bosnien-Herz. | – | Malta         | 1:0 (1:0) |
| 06.06.2007 | Norwegen      | – | Ungarn        | 4:0 (1:0) |
| 06.06.2007 | Griechenland  | – | Moldau        | 2:1 (1:0) |
| 08.09.2007 | Moldau        | – | Norwegen      | 0:1 (0:0) |
| 08.09.2007 | Ungarn        | – | Bosnien-Herz. | 1:0 (1:0) |
| 08.09.2007 | Malta         | – | Türkei        | 2:2 (1:1) |
| 12.09.2007 | Norwegen      | – | Griechenland  | 2:2 (2:2) |
| 12.09.2007 | Türkei        | – | Ungarn        | 3:0 (0:0) |
| 12.09.2007 | Bosnien-Herz. | – | Moldau        | 0:1 (0:1) |
| 13.10.2007 | Moldau        | – | Türkei        | 1:1 (1:0) |
| 13.10.2007 | Ungarn        | – | Malta         | 2:0 (1:0) |
| 13.10.2007 | Griechenland  | – | Bosnien-Herz. | 3:2 (1:0) |
| 17.10.2007 | Bosnien-Herz. | – | Norwegen      | 0:2 (0:1) |
| 17.10.2007 | Türkei        | – | Griechenland  | 0:1 (0:0) |
| 17.10.2007 | Malta         | – | Moldau        | 2:3 (0:3) |
| 17.11.2007 | Moldau        | – | Ungarn        | 3:0 (2:0) |
| 17.11.2007 | Norwegen      | – | Türkei        | 1:2 (1:1) |
| 17.11.2007 | Griechenland  | – | Malta         | 5:0 (1:0) |
| 21.11.2007 | Malta         | – | Norwegen      | 1:4 (0:3) |
| 21.11.2007 | Türkei        | – | Bosnien-Herz. | 1:0 (1:0) |
| 21.11.2007 | Ungarn        | – | Griechenland  | 1:2 (1:1) |

* Gemäß der FIFA-Sanktionen wegen der Ausschreitungen nach dem WM-Qualifikationsspiel zur WM 2006 zwischen der Türkei und der Schweiz wurden die Heimspiele der Türkei außerhalb von mindestens 500 km der türkischen Staatsgrenzen und unter Ausschluss jeglicher Zuschauer in der Commerzbank-Arena in Frankfurt am Main ausgetragen.
** Das Spiel wurde von mindestens einem maltesischen Spieler – Kevin Sammut – zuungunsten Maltas manipuliert. Er wurde dafür 2012 von der UEFA für zehn Jahre gesperrt.

## Gruppe D

### Abschlusstabelle
Deutschland und Tschechien qualifizierten sich sicher für die Endrunde in Österreich und der Schweiz. Deutschland legte durch die Euphorie der vergangenen Weltmeisterschaft einen guten Start hin und qualifizierte sich als einziges Land schon drei Spieltage vor Abschluss für die Europameisterschaft. Nachdem man das Hinspiel gegen Tschechien auswärts mit 2:1 gewonnen hatte, schien alles auf den Gruppensieg der deutschen Mannschaft hinauszulaufen. In den abschließenden Spielen baute die Mannschaft jedoch stark ab, so dass sich Tschechien mit einem 3:0-Auswärtssieg revanchieren konnte und sich schlussendlich den ersten Platz sicherte.
| Pl. | Land        | Sp. | S | U | N  | Tore    | Punkte |
| --- | ----------- | --- | - | - | -- | ------- | ------ |
| 1.  | Tschechien  | 12  | 9 | 2 | 1  | 027:500 | 29     |
| 2.  | Deutschland | 12  | 8 | 3 | 1  | 035:700 | 27     |
| 3.  | Irland      | 12  | 4 | 5 | 3  | 017:140 | 17     |
| 4.  | Slowakei    | 12  | 5 | 1 | 6  | 033:230 | 16     |
| 5.  | Wales       | 12  | 4 | 3 | 5  | 018:190 | 15     |
| 6.  | Zypern      | 12  | 4 | 2 | 6  | 017:240 | 14     |
| 7.  | San Marino  | 12  | 0 | 0 | 12 | 002:570 | 0      |

### Spielergebnisse
| 02.09.2006 | Tschechien  | – | Wales       | 2:1 (0:0)  |
| 02.09.2006 | Slowakei    | – | Zypern      | 6:1 (3:0)  |
| 02.09.2006 | Deutschland | – | Irland      | 1:0 (0:0)  |
| 06.09.2006 | San Marino  | – | Deutschland | 0:13 (0:6) |
| 06.09.2006 | Slowakei    | – | Tschechien  | 0:3 (0:2)  |
| 07.10.2006 | Tschechien  | – | San Marino  | 7:0 (4:0)  |
| 07.10.2006 | Wales       | – | Slowakei    | 1:5 (1:3)  |
| 07.10.2006 | Zypern      | – | Irland      | 5:2 (2:2)  |
| 11.10.2006 | Irland      | – | Tschechien  | 1:1 (0:0)  |
| 11.10.2006 | Slowakei    | – | Deutschland | 1:4 (0:3)  |
| 11.10.2006 | Wales       | – | Zypern      | 3:1 (2:0)  |
| 15.11.2006 | Irland      | – | San Marino  | 5:0 (3:0)  |
| 15.11.2006 | Zypern      | – | Deutschland | 1:1 (1:1)  |
| 07.02.2007 | San Marino  | – | Irland      | 1:2 (0:0)  |
| 24.03.2007 | Tschechien  | – | Deutschland | 1:2 (0:1)  |
| 24.03.2007 | Irland      | – | Wales       | 1:0 (1:0)  |
| 24.03.2007 | Zypern      | – | Slowakei    | 1:3 (1:0)  |
| 28.03.2007 | Wales       | – | San Marino  | 3:0 (2:0)  |
| 28.03.2007 | Irland      | – | Slowakei    | 1:0 (1:0)  |
| 28.03.2007 | Tschechien  | – | Zypern      | 1:0 (1:0)  |
| 02.06.2007 | Deutschland | – | San Marino  | 6:0 (1:0)  |

| 02.06.2007 | Wales       | – | Tschechien  | 0:0       |
| 06.06.2007 | Deutschland | – | Slowakei    | 2:1 (2:1) |
| 22.08.2007 | San Marino  | – | Zypern      | 0:1 (0:0) |
| 08.09.2007 | San Marino  | – | Tschechien  | 0:3 (0:1) |
| 08.09.2007 | Wales       | – | Deutschland | 0:2 (0:1) |
| 08.09.2007 | Slowakei    | – | Irland      | 2:2 (1:1) |
| 12.09.2007 | Tschechien  | – | Irland      | 1:0 (1:0) |
| 12.09.2007 | Slowakei    | – | Wales       | 2:5 (1:3) |
| 12.09.2007 | Zypern      | – | San Marino  | 3:0 (2:0) |
| 13.10.2007 | Zypern      | – | Wales       | 3:1 (0:1) |
| 13.10.2007 | Irland      | – | Deutschland | 0:0       |
| 13.10.2007 | Slowakei    | – | San Marino  | 7:0 (3:0) |
| 17.10.2007 | Deutschland | – | Tschechien  | 0:3 (0:2) |
| 17.10.2007 | Irland      | – | Zypern      | 1:1 (0:0) |
| 17.10.2007 | San Marino  | – | Wales       | 1:2 (0:2) |
| 17.11.2007 | Tschechien  | – | Slowakei    | 3:1 (1:0) |
| 17.11.2007 | Deutschland | – | Zypern      | 4:0 (2:0) |
| 17.11.2007 | Wales       | – | Irland      | 2:2 (1:1) |
| 21.11.2007 | Zypern      | – | Tschechien  | 0:2 (0:1) |
| 21.11.2007 | Deutschland | – | Wales       | 0:0       |
| 21.11.2007 | San Marino  | – | Slowakei    | 0:5 (0:1) |

## Gruppe E

### Abschlusstabelle
Während Kroatien die Gruppe sicher meisterte und sich frühzeitig qualifizierte, kam es hinter dieser Mannschaft zu einem Zweikampf zwischen den von Guus Hiddink trainierten Russen und England, dessen Trainer Steve McClaren nahezu von Beginn an eine breite Medienfront gegen sich wissen konnte. Englands Scheitern zeichnete sich bereits in der ersten Hälfte der Qualifikation ab, da die Mannschaft gegen Mazedonien, Kroatien und Israel zahlreiche Punkte verlor. Nachdem Trainer Steve McClaren den zu Beginn seiner Amtszeit ausgemusterten David Beckham ins Nationalteam zurückbeordert hatte, gelangen jedoch gegen Estland, Israel, Russland und erneut Estland vier 3:0-Siege in Folge. Mit einem erneuten Sieg gegen Russland in Moskau wäre England zusammen mit Kroatien qualifiziert gewesen; Russland konnte das Spiel nach einem 0:1-Rückstand zur Halbzeit jedoch drehen, sodass England die Qualifikation nun nicht mehr aus eigener Kraft schaffen konnte und darauf hoffen musste, dass Russland gegen Israel nicht gewänne. Da Russland durch einen Treffer in der Nachspielzeit überraschend mit 1:2 gegen Israel verlor, hätte England im Heimspiel gegen Kroatien ein Unentschieden gereicht, da der direkte Vergleich zwischen England und Russland für England sprach. Doch tatsächlich musste sich England im heimischen Wembley-Stadion den druckvoll aufspielenden Kroaten geschlagen geben. Russland genügte somit ein knappes 1:0 in Andorra, um sich nach 2004 erneut für eine Europameisterschaft zu qualifizieren.
| Pl. | Land       | Sp. | S | U | N  | Tore    | Punkte |
| --- | ---------- | --- | - | - | -- | ------- | ------ |
| 1.  | Kroatien   | 12  | 9 | 2 | 1  | 028:800 | 29     |
| 2.  | Russland   | 12  | 7 | 3 | 2  | 018:700 | 24     |
| 3.  | England    | 12  | 7 | 2 | 3  | 024:700 | 23     |
| 4.  | Israel     | 12  | 7 | 2 | 3  | 020:120 | 23     |
| 5.  | Mazedonien | 12  | 4 | 2 | 6  | 012:120 | 14     |
| 6.  | Estland    | 12  | 2 | 1 | 9  | 005:210 | 07     |
| 7.  | Andorra    | 12  | 0 | 0 | 12 | 002:420 | 0      |

### Spielergebnisse
| 16.08.2006 | Estland    | – | Mazedonien | 0:1 (0:0)  |
| 02.09.2006 | England    | – | Andorra    | 5:0 (3:0)  |
| 02.09.2006 | Estland    | – | Israel     | 0:1 (0:1)  |
| 06.09.2006 | Russland   | – | Kroatien   | 0:0        |
| 06.09.2006 | Israel     | – | Andorra    | 4:1 (3:0)* |
| 06.09.2006 | Mazedonien | – | England    | 0:1 (0:0)  |
| 07.10.2006 | England    | – | Mazedonien | 0:0        |
| 07.10.2006 | Kroatien   | – | Andorra    | 7:0 (2:0)  |
| 07.10.2006 | Russland   | – | Israel     | 1:1 (1:0)  |
| 11.10.2006 | Andorra    | – | Mazedonien | 0:3 (0:3)  |
| 11.10.2006 | Russland   | – | Estland    | 2:0 (0:0)  |
| 11.10.2006 | Kroatien   | – | England    | 2:0 (0:0)  |
| 15.11.2006 | Israel     | – | Kroatien   | 3:4 (1:2)  |
| 15.11.2006 | Mazedonien | – | Russland   | 0:2 (0:2)  |
| 24.03.2007 | Israel     | – | England    | 0:0        |
| 24.03.2007 | Estland    | – | Russland   | 0:2 (0:0)  |
| 24.03.2007 | Kroatien   | – | Mazedonien | 2:1 (0:1)  |
| 28.03.2007 | Andorra    | – | England    | 0:3 (0:0)  |
| 28.03.2007 | Israel     | – | Estland    | 4:0 (2:0)  |
| 02.06.2007 | Estland    | – | Kroatien   | 0:1 (0:1)  |
| 02.06.2007 | Russland   | – | Andorra    | 4:0 (2:0)  |

| 02.06.2007 | Mazedonien | – | Israel     | 1:2 (1:2) |
| 06.06.2007 | Andorra    | – | Israel     | 0:2 (0:1) |
| 06.06.2007 | Kroatien   | – | Russland   | 0:0       |
| 06.06.2007 | Estland    | – | England    | 0:3 (0:1) |
| 22.08.2007 | Estland    | – | Andorra    | 2:1 (1:0) |
| 08.09.2007 | England    | – | Israel     | 3:0 (1:0) |
| 08.09.2007 | Russland   | – | Mazedonien | 3:0 (1:0) |
| 08.09.2007 | Kroatien   | – | Estland    | 2:0 (2:0) |
| 12.09.2007 | Andorra    | – | Kroatien   | 0:6 (0:3) |
| 12.09.2007 | Mazedonien | – | Estland    | 1:1 (1:1) |
| 12.09.2007 | England    | – | Russland   | 3:0 (2:0) |
| 13.10.2007 | England    | – | Estland    | 3:0 (3:0) |
| 13.10.2007 | Kroatien   | – | Israel     | 1:0 (0:0) |
| 17.10.2007 | Mazedonien | – | Andorra    | 3:0 (2:0) |
| 17.10.2007 | Russland   | – | England    | 2:1 (0:1) |
| 17.11.2007 | Mazedonien | – | Kroatien   | 2:0 (0:0) |
| 17.11.2007 | Israel     | – | Russland   | 2:1 (1:0) |
| 17.11.2007 | Andorra    | – | Estland    | 0:2 (0:1) |
| 21.11.2007 | England    | – | Kroatien   | 2:3 (0:2) |
| 21.11.2007 | Israel     | – | Mazedonien | 1:0 (1:0) |
| 21.11.2007 | Andorra    | – | Russland   | 0:1 (0:1) |

* Da aufgrund des Libanonkriegs nach Meinung der UEFA angesichts der angespannten politischen Lage die Sicherheit der Mannschaften und Zuschauer nicht garantiert werden könne, ordnete die UEFA an, dass Israel seine Heimspiele nicht in Israel austragen dürfe. Das Spiel fand daher im De Goffert in Nijmegen vor leeren Rängen statt. Nachdem sich die Lage entspannt hatte, hob die UEFA die Sperre gegen Israel am 15. September 2006 mit sofortiger Wirkung auf.

## Gruppe F

### Abschlusstabelle
Die Gruppe F war mit insgesamt vier Teilnehmern der Euro 2004 als recht stark eingeschätzt worden, bot jedoch einige Überraschungen. Erst nach einem als durchwachsen zu bezeichnenden Start konnte Spanien sich – dann doch souverän – durchsetzen und gewann, anders als noch in der WM-Qualifikation, die Gruppe. Der Zweite Schweden war ab dem zweiten Drittel der Qualifikationsrunde kondominant, hatte jedoch anfangs mit den überraschend starken Nordiren zu kämpfen, die in Belfast sogar die Spanier mit 3:2 bezwangen. Die nordirischen Leistungen sackten aber nach zwischenzeitlicher Tabellenführung zu stark ab, als dass es zur Qualifikation gereicht hätte. Eine Enttäuschung bereiteten abermals die Dänen, die weit hinter ihren und den Erwartungen der Fachwelt zurückblieben und denen man zumindest einen Anteil am Kampf um die EM-Plätze zugetraut hätte. Lettland, 2004 noch völlig überraschend qualifiziert, kehrte mit der Euro 2008 in die Bedeutungslosigkeit zurück. Gut schlug sich hingegen Liechtenstein, das unter anderem Lettland besiegte und gegen die Isländer kein Spiel verlor.
| Pl. | Land          | Sp. | S | U | N | Tore    | Punkte |
| --- | ------------- | --- | - | - | - | ------- | ------ |
| 1.  | Spanien       | 12  | 9 | 1 | 2 | 023:800 | 28     |
| 2.  | Schweden      | 12  | 8 | 2 | 2 | 023:900 | 26     |
| 3.  | Nordirland    | 12  | 6 | 2 | 4 | 017:140 | 20     |
| 4.  | Dänemark      | 12  | 6 | 2 | 4 | 021:110 | 20     |
| 5.  | Lettland      | 12  | 4 | 0 | 8 | 015:170 | 12     |
| 6.  | Island        | 12  | 2 | 2 | 8 | 010:270 | 08     |
| 7.  | Liechtenstein | 12  | 2 | 1 | 9 | 009:320 | 07     |

### Spielergebnisse
| 02.09.2006 | Nordirland    | – | Island        | 0:3 (0:3) |
| 02.09.2006 | Lettland      | – | Schweden      | 0:1 (0:1) |
| 02.09.2006 | Spanien       | – | Liechtenstein | 4:0 (2:0) |
| 06.09.2006 | Island        | – | Dänemark      | 0:2 (0:2) |
| 06.09.2006 | Nordirland    | – | Spanien       | 3:2 (1:1) |
| 06.09.2006 | Schweden      | – | Liechtenstein | 3:1 (1:1) |
| 07.10.2006 | Dänemark      | – | Nordirland    | 0:0       |
| 07.10.2006 | Lettland      | – | Island        | 4:0 (3:0) |
| 07.10.2006 | Schweden      | – | Spanien       | 2:0 (1:0) |
| 11.10.2006 | Island        | – | Schweden      | 1:2 (1:1) |
| 11.10.2006 | Liechtenstein | – | Dänemark      | 0:4 (0:2) |
| 11.10.2006 | Nordirland    | – | Lettland      | 1:0 (1:0) |
| 24.03.2007 | Spanien       | – | Dänemark      | 2:1 (2:0) |
| 24.03.2007 | Liechtenstein | – | Nordirland    | 1:4 (0:0) |
| 28.03.2007 | Nordirland    | – | Schweden      | 2:1 (1:1) |
| 28.03.2007 | Liechtenstein | – | Lettland      | 1:0 (1:0) |
| 28.03.2007 | Spanien       | – | Island        | 1:0 (0:0) |
| 02.06.2007 | Dänemark      | – | Schweden      | 0:3*      |
| 02.06.2007 | Lettland      | – | Spanien       | 0:2 (0:1) |
| 02.06.2007 | Island        | – | Liechtenstein | 1:1 (1:0) |
| 06.06.2007 | Liechtenstein | – | Spanien       | 0:2 (0:2) |

| 06.06.2007 | Schweden      | – | Island        | 5:0 (3:0) |
| 06.06.2007 | Lettland      | – | Dänemark      | 0:2 (0:2) |
| 22.08.2007 | Nordirland    | – | Liechtenstein | 3:1 (2:0) |
| 08.09.2007 | Schweden      | – | Dänemark      | 0:0       |
| 08.09.2007 | Lettland      | – | Nordirland    | 1:0 (0:0) |
| 08.09.2007 | Island        | – | Spanien       | 1:1 (1:0) |
| 12.09.2007 | Island        | – | Nordirland    | 2:1 (1:0) |
| 12.09.2007 | Spanien       | – | Lettland      | 2:0 (1:0) |
| 12.09.2007 | Dänemark      | – | Liechtenstein | 4:0 (4:0) |
| 13.10.2007 | Dänemark      | – | Spanien       | 1:3 (0:2) |
| 13.10.2007 | Liechtenstein | – | Schweden      | 0:3 (0:2) |
| 13.10.2007 | Island        | – | Lettland      | 2:4 (1:3) |
| 17.10.2007 | Schweden      | – | Nordirland    | 1:1 (1:0) |
| 17.10.2007 | Liechtenstein | – | Island        | 3:0 (1:0) |
| 17.10.2007 | Dänemark      | – | Lettland      | 3:1 (2:0) |
| 17.11.2007 | Spanien       | – | Schweden      | 3:0 (2:0) |
| 17.11.2007 | Nordirland    | – | Dänemark      | 2:1 (0:0) |
| 17.11.2007 | Lettland      | – | Liechtenstein | 4:1 (2:1) |
| 21.11.2007 | Spanien       | – | Nordirland    | 1:0 (0:0) |
| 21.11.2007 | Dänemark      | – | Island        | 3:0 (2:0) |
| 21.11.2007 | Schweden      | – | Lettland      | 2:1 (1:1) |

* Spielabbruch in der 89. Minute beim Stand von 3:3 (1:3). Als Schiedsrichter Herbert Fandel den dänischen Spieler Christian Poulsen nach einem Faustschlag gegen dessen Gegenspieler des Feldes verwies und Elfmeter für Schweden gab, wurde er von einem Zuschauer angegriffen und brach daraufhin das Spiel ab. Die UEFA wertete die Partie am 8. Juni 2007 nach Empfehlung des Schiedsrichterteams mit 3:0 für Schweden. Darüber hinaus verhängte die UEFA ursprünglich eine Geldstrafe von 61.000 Euro für die Gastgebermannschaft. Zudem sollten die nächsten vier dänischen Heimspiele mindestens 250 Kilometer von Kopenhagen entfernt stattfinden und das nächste Heimspiel (gegen Liechtenstein) unter Ausschluss der Öffentlichkeit ausgetragen werden. Nach einem Einspruch des dänischen Fußballverbandes gegen dieses Urteil reduzierte die UEFA am 5. Juli 2007 die Geldstrafe auf 30.000 Euro und die Mindestentfernung der nächsten vier Heimspiele auf 140 Kilometer von Kopenhagen.

## Gruppe G

### Abschlusstabelle
Etwas überraschend mussten die Niederlande in Gruppe G den stark aufspielenden Rumänen den Gruppensieg überlassen, qualifizierte sich dennoch letztlich mit einem Punkt Vorsprung vor Bulgarien.
Bulgarien wurde erwartungsgemäß Gruppendritter. Luxemburg gelang der erste Sieg seit 1995, ein 1:0 in Belarus.
| Pl. | Land        | Sp. | S | U | N  | Tore    | Punkte |
| --- | ----------- | --- | - | - | -- | ------- | ------ |
| 1.  | Rumänien    | 12  | 9 | 2 | 1  | 026:700 | 29     |
| 2.  | Niederlande | 12  | 8 | 2 | 2  | 015:500 | 26     |
| 3.  | Bulgarien   | 12  | 7 | 4 | 1  | 018:700 | 25     |
| 4.  | Belarus     | 12  | 4 | 1 | 7  | 017:230 | 13     |
| 5.  | Albanien    | 12  | 2 | 5 | 5  | 012:180 | 11     |
| 6.  | Slowenien   | 12  | 3 | 2 | 7  | 009:160 | 11     |
| 7.  | Luxemburg   | 12  | 1 | 0 | 11 | 002:230 | 03     |

### Spielergebnisse
| 02.09.2006 | Belarus     | – | Albanien    | 2:2 (2:1) |
| 02.09.2006 | Luxemburg   | – | Niederlande | 0:1 (0:1) |
| 02.09.2006 | Rumänien    | – | Bulgarien   | 2:2 (1:0) |
| 06.09.2006 | Niederlande | – | Belarus     | 3:0 (1:0) |
| 06.09.2006 | Albanien    | – | Rumänien    | 0:2 (0:0) |
| 06.09.2006 | Bulgarien   | – | Slowenien   | 3:0 (0:0) |
| 07.10.2006 | Rumänien    | – | Belarus     | 3:1 (2:1) |
| 07.10.2006 | Bulgarien   | – | Niederlande | 1:1 (1:0) |
| 07.10.2006 | Slowenien   | – | Luxemburg   | 2:0 (2:0) |
| 11.10.2006 | Belarus     | – | Slowenien   | 4:2 (1:2) |
| 11.10.2006 | Luxemburg   | – | Bulgarien   | 0:1 (0:1) |
| 11.10.2006 | Niederlande | – | Albanien    | 2:1 (2:0) |
| 24.03.2007 | Niederlande | – | Rumänien    | 0:0       |
| 24.03.2007 | Luxemburg   | – | Belarus     | 1:2 (0:1) |
| 24.03.2007 | Albanien    | – | Slowenien   | 0:0       |
| 28.03.2007 | Rumänien    | – | Luxemburg   | 3:0 (1:0) |
| 28.03.2007 | Slowenien   | – | Niederlande | 0:1 (0:0) |
| 28.03.2007 | Bulgarien   | – | Albanien    | 0:0       |
| 02.06.2007 | Albanien    | – | Luxemburg   | 2:0 (1:0) |
| 02.06.2007 | Belarus     | – | Bulgarien   | 0:2 (0:1) |
| 02.06.2007 | Slowenien   | – | Rumänien    | 1:2 (0:0) |

| 06.06.2007 | Luxemburg   | – | Albanien    | 0:3 (0:2) |
| 06.06.2007 | Bulgarien   | – | Belarus     | 2:1 (2:1) |
| 06.06.2007 | Rumänien    | – | Slowenien   | 2:0 (1:0) |
| 08.09.2007 | Belarus     | – | Rumänien    | 1:3 (1:2) |
| 08.09.2007 | Niederlande | – | Bulgarien   | 2:0 (1:0) |
| 08.09.2007 | Luxemburg   | – | Slowenien   | 0:3 (0:2) |
| 12.09.2007 | Slowenien   | – | Belarus     | 1:0 (1:0) |
| 12.09.2007 | Bulgarien   | – | Luxemburg   | 3:0 (2:0) |
| 12.09.2007 | Albanien    | – | Niederlande | 0:1 (0:0) |
| 13.10.2007 | Rumänien    | – | Niederlande | 1:0 (0:0) |
| 13.10.2007 | Belarus     | – | Luxemburg   | 0:1 (0:0) |
| 13.10.2007 | Slowenien   | – | Albanien    | 0:0       |
| 17.10.2007 | Luxemburg   | – | Rumänien    | 0:2 (0:1) |
| 17.10.2007 | Niederlande | – | Slowenien   | 2:0 (1:0) |
| 17.10.2007 | Albanien    | – | Bulgarien   | 1:1 (1:0) |
| 17.11.2007 | Bulgarien   | – | Rumänien    | 1:0 (1:0) |
| 17.11.2007 | Albanien    | – | Belarus     | 2:4 (2:2) |
| 17.11.2007 | Niederlande | – | Luxemburg   | 1:0 (1:0) |
| 21.11.2007 | Belarus     | – | Niederlande | 2:1 (0:0) |
| 21.11.2007 | Rumänien    | – | Albanien    | 6:1 (1:0) |
| 21.11.2007 | Slowenien   | – | Bulgarien   | 0:2 (0:0) |

## Endrundenteilnehmer
Es qualifizierten sich folgende Nationalmannschaften:
| Land         | Qualifiziert als | Qualifikationsdatum | Vorherige Endrundenteilnahmen1                           |
| ------------ | ---------------- | ------------------- | -------------------------------------------------------- |
| Österreich   | Gastgeber        | 12. Dezember 2002   | 0 (erste Teilnahme)                                      |
| Schweiz      | Gastgeber        | 12. Dezember 2002   | 2 (1996, 2004)                                           |
| Polen        | Sieger Gruppe A  | 17. November 2007   | 0 (erste Teilnahme)                                      |
| Portugal     | Zweiter Gruppe A | 21. November 2007   | 4 (1984, 1996, 2000, 2004)                               |
| Italien      | Sieger Gruppe B  | 17. November 2007   | 6 (1968, 1980, 1988, 1996, 2000, 2004)                   |
| Frankreich   | Zweiter Gruppe B | 17. November 2007   | 6 (1960, 1984, 1992, 1996, 2000, 2004)                   |
| Griechenland | Sieger Gruppe C  | 17. Oktober 2007    | 2 (1980, 2004)                                           |
| Türkei       | Zweiter Gruppe C | 21. November 2007   | 2 (1996, 2000)                                           |
| Tschechien   | Sieger Gruppe D  | 17. Oktober 2007    | 6 (19602, 19762, 19802, 1996, 2000, 2004)                |
| Deutschland  | Zweiter Gruppe D | 13. Oktober 2007    | 9 (1972, 1976, 1980, 1984, 1988, 1992, 1996, 2000, 2004) |
| Kroatien     | Sieger Gruppe E  | 17. November 2007   | 2 (1996, 2004)                                           |
| Russland     | Zweiter Gruppe E | 21. November 2007   | 8 (19603, 19643, 19683, 19723, 19883, 19924, 1996, 2004) |
| Spanien      | Sieger Gruppe F  | 17. November 2007   | 7 (1964, 1980, 1984, 1988, 1996, 2000, 2004)             |
| Schweden     | Zweiter Gruppe F | 21. November 2007   | 3 (1992, 2000, 2004)                                     |
| Rumänien     | Sieger Gruppe G  | 17. Oktober 2007    | 3 (1984, 1996, 2000)                                     |
| Niederlande  | Zweiter Gruppe G | 17. November 2007   | 7 (1976, 1980, 1988, 1992, 1996, 2000, 2004)             |

## Beste Torschützen
Nachfolgend sind die besten Torschützen der EM-Qualifikation aufgeführt. Die Sortierung erfolgt nach Anzahl ihrer Treffer bzw. bei gleicher Toranzahl alphabetisch.
| Rang | Spieler           | Tore |
| ---- | ----------------- | ---- |
| 1    | David Healy       | 13   |
| 2    | Eduardo           | 10   |
| 3    | Ebi Smolarek      | 9    |
| 4    | Lukas Podolski    | 8    |
|      | Cristiano Ronaldo | 8    |
|      | Jon Dahl Tomasson | 8    |
| 7    | Thierry Henry     | 7    |
|      | Steffen Iversen   | 7    |
|      | Mladen Petrić     | 7    |
|      | David Villa       | 7    |
|      | Nikola Žigić      | 7    |